# Облигационно право
Облигационното право, наричано и договорно право, е правен институт, съществуващ обективно в правния мир като съвкупност от правни норми.
То не формира самостоятелен правен отрасъл, а е исторически част от гражданското право. В този контекст, по метода на историческата школа в правото, се разглежда като подотрасъл на гражданското право.

## История
В исторически аспект се разграничават два основни способа за/при изграждане на системата на гражданското право:
Институционна система, която е и по-старата, като при нея гражданското право се поделя на три части (съгласно Наполеоновия кодекс):
1. субекти и лица;
2. обекти или имущества /включва и вещно право и право върху интелектуалната собственост/;
3. способи за придобиване или изгубване на имуществото /включва облигационно и наследствено право/.

Пандектната система, която поделя гражданското право на два големи дяла, обособени съответно в обща и специална част (по Германския граждански законник). Специалната част включва няколко подотрасли, както и облигационното право.
Организацията на българското облигационно право е въведена след Освобождението, поради и което е възприета и по-модерната (или най-съвременната за времето си) Пандектна система.

## Система
Под система в/на облигационното право се разбира разделянето на правните норми в правни институти и тяхната подредба. Тази система се дели на обща част – която съдържа правилата характерни за облигационните правоотношения и специална част – която урежда отделните видове от тях.
Общата част в облигационното право допълва и доразвива или само (за)дава понятията в случая, ако няма нищо уредено в специалната част по определен въпрос или зададената тема.
Общата част се състои от институти, чиято хронологична уредба е в следната последователност:
1. правопораждащ юридически факт или източници на облигационното право;
2. престация;
3. изпълнение и неизпълнение;
4. способи за погасяване на облигационните правоотношения;
5. уредба на/при смяна на страните;
6. особени случаи на облигационни правоотношения – режими на солидарност и неделимост;
7. способи за защита на кредитора;
8. правен институт на/по обезпечение на вземането.

Специалната част урежда отделни категории облигационни правоотношения, като ги подрежда съобразно избраната от законодателя система, съобразно техните източници.
Източниците на облигационните правоотношения се поделят най-общо на договорни и извъндоговорни. Доктринално договорни са тези които съдържат в себе си сделки – едностранна сделка или договор, а извъндоговорните са тези които не съдържат в себе си сделка. Извъндоговорните са:
1. неоснователно обогатяване;
2. гесция;
3. деликт.

Доктринално-исторически всички източници на гражданското право могат да бъдат и източници на облигационното право. Основният български закон регламентиращ облигационноправната материя е Закона за задълженията и договорите (ЗЗД) /абревиатурата не бива да се смесва и/или бърка със Закона за защита на държавата/.